# 三并夏
三并夏（日语：三並 夏，1990年—）是日本女性作家、小说家，出生于静冈县。

## 作品

### 单行本
- 《平成机枪》（平成マシンガンズ）－河出书房新社，2005年11月25日；河出文库，2013年10月8日。
  - 《平成机枪》－《文艺（日语：文藝）》，2005年冬季号。
  - 《穴》－《文艺》，2010年冬季号；文库版收录。